# Портацио, Уилс
Уильям «Уилс» Портацио (англ. William «Whilce» Portacio) — филиппино-американский писатель и художник комиксов. Наиболее известен своей работой над такими комиксами, как The Punisher, X-Factor и Uncanny X-Men. Портацио был также одним из семи учредителей Image Comics, хотя он так и не стал партнёром компании.

## Ранняя жизнь
Портацио родился в Сэнгли Пойнт, Савайт Сити, Филиппины. Он вырос в таких местах, как остров Мидуэй и штат Нью-Мексико, прежде чем его семья поселилась в Сан-Диего, штат Калифорния. Он начал читать комиксы в возрасте десяти лет, когда его соседка решила избавиться от коллекции её мужа, и благодаря этому он обнаружил работу таких художников, как Джек Кирби и Нил Адамс, которые оказали влияние на стиль рисования Портацио. Хотя будущий художник мечтал стать космонавтом, но его рост и зрение не отвечали необходимым требованиям, поэтому он решил, что искусство станет его призванием. В средней школе, он продолжал создавать свои собственные комиксы со своим давним другом Скоттом Уильямсом, который в один прекрасный день, стал художником для нанесения краски в комиксах.

## Карьера

Обложка X-Factor #68 (vol. 1, Июль, 1991), рисунок Уилса Портацио.

Портацио присутствовал на первом мероприятии по комиксам в Сан-Диего, где редактор Marvel Comics Карл Поттс, увидев его портфолио, предложил ему работу колориста комиксов над работами Фрэнка Сирокко и Криса Варнера в серии комиксов Alien Legion 1984 года. В следующем году он стал художником артов Артура Адамса в минисерии Longshot.
Позже он получил назначение в качестве карандашиста. Портацио стал известен своей работой над такими комиксами как The Punisher, X-Factor и Uncanny X-Men, для которой он создал персонажа Бишопа совместно с Джоном Бирном и Джимом Ли.
В 1992 году Портацио покинул Marvel, чтобы совместно основать Image Comics с шестью другими знаменитыми художниками, но отказался от Image из-за болезни своей сестры. В конце концов он опубликовал свой комикс Wetworks через Wildstorm, в 1994 году. Другие известные серии, над которыми работал Портацио включают: Стоун, и, работая на Marvel Heroes Reborn, рассказывающие о Железном Человеке.
Стэн Ли взял интервью у Портацио в документальном сериале The Comic Book Greats.

### DC
- Authority, vol. 2, #14 (2004)
- Authority, vol. 3, #6 (2005)
- Batman Confidential #1-6 (2007)
- Batman: Gotham Knights (Batman Black and White) #47 (2004)
- Coup D’Etat: The Authoritiy (2004)
- Eye of the Storm Annual #1 (2003)
- Stormwatch: Team Achilles #1-10 (2002-03)
- Superman/Batman #57-59 (2009)
- Wetworks #1-3 (2006-07)

### Image/Top Cow
- Artifacts, ограниченная серия, #5-8 (2011)
- Darkness #84 (2010)
- Deathmate #Black (среди других художников) (1993)
- Спаун #185-192, 194—195
- Tales of the Darkness #1-2 (1998)
- Wetworks #1-4, 8, 11-12, 14 (1994-96)

### Marvel
- Дардевил Annual #5 (1989)
- Халк, vol. 3, #18 (2009)
- Incredible Hulk, vol. 3, #2 (с Марком Силвестри и Билли Таном, 5-7 (2011-12)
- Железный Человек, vol. 2, #1-3, 7-8, 11 (1996-97)
- Journey into Mystery #628 (2011)
- Legion of Night #1-2 (1991)
- Новые Мстители, vol. 2, #18 (2011)
- Прелюдия к корпусу Дэдпула, мини-серии, #2 (2010)
- Power Pack #46 (1989)
- Каратель #8-18 (1988-89)
- Strange Tales (Плащь и Кинжал) #12 (1988)
- Strikeforce: Morituri #1, 10, 16 (1986-88)
- Stryfe’s Strike File (1993)
- Uncanny X-Men: #267, 281—286, 289—290, 522, 526 (1990-92, 2010); (с Леонардом Кирком): #527 (2010)
- X-Factor #63-69 (1991)
- X Force: #102-105; (с Пако Медина): #106, 108 (2000)